# 非我
非我，是佛教術語，与無我意義相近，它们是基於不同部派的立場，而對同一個名詞術語的不同詮釋，它们是對於我（ātman）的否定，為佛教的基本教義之一。上座部《集異門論》將非我列為四諦十六行相之一。非我也被列入現代南傳佛教的三相之中。
在《慈氏奧義書》中，有類似的術語：。

## 概論
在古印度奧義書傳統中，提出自我（ātman）的概念，佛教則主張蘊、處、界，皆為非我、非我所，即一切法無我，反對施設我。釋迦牟尼教導弟子，觀察五蘊的無常、苦，以了解五蘊非我、非我所；觀察十二處非我、非我所；觀察十八界非我、非我所等。提出非我，主要在於去除命即是身、命異身異、色等五蘊是我等有身見。單純討論命即是身、命異身異等本體論問題，若無益於修行，則被歸為無記，不作回答。
非我與無我，在語句中作謂詞，否定具體對象是我時，其意義相近，翻譯時經常混用不作區分，例如五蘊非我，或五蘊無我，都代表五蘊中不存在我，但並不明確反對在五蘊之外可能有我。無我，作為一個論斷，很多佛教部派將其解釋為，我（ātman）不存在，是對於婆羅門教傳統中的自我（ātman）這個概念的完全反對；但是在佛教初創時期的語言環境下，不排除存在其他解釋的可能性，如部份沙門教派認為無施與，佛教認為有施與，這裡的有無，是指施與這個行為是否有意義，而非世上是否存在施與這個事情。

## 學說演變
在早期佛教中，所說的一切法無我，亦或一切法的共相為非我，仍是針對一切經驗對象而提出，雖然佛教並不認同奧義書等提出的超越經驗本體我，但是否徹底反對古印度婆羅門教傳統中的自我，態度並不明確。在印度宗教思想不斷演化的大環境下，佛教時常要面對內部不同派系和其他教派提出的新學說見解，將其核心概念歸結為佛陀本人所反對施設的我，是最常見的批判方法之一。
至阿毘達磨時代，佛陀所言說的各種概念甚至譬喻，都被調整歸入包羅萬有的範疇體系中，如蘊、處、界，或五位法，有些重要概念比如業的歸類，成為難點和爭論焦點。部份部派，認為必須在某種程度上認可輪迴主體的存在，如犢子部提出補特伽羅作為主體，與五蘊不即不離，他們被歸類為補特伽羅派。而其他部派，根據佛的空性教義，主張一切法無我等同於沒有輪迴主體，徹底反對婆羅門教中的自我。
有關補特伽羅實有與否的爭論，成為部派間論戰中的首要焦點。如說一切有部，自《發智論》及《大毘婆沙論》起引入了性空論釋義，認為補特伽羅若是實有，則類同於外道所說之我，因而補特伽羅就是於五蘊而說的假名；而犢子部不認可補特伽羅等同五蘊，不認為一切法無補特伽羅。
大乘佛教初起時，在補特伽羅無我（人無我）的教義上，推廣至自性空意義上的一切法無我（法無我），形成兩大中心教義。二無我的教義，比各部派佛教提出的無我或非我都更加嚴格。隨著大乘佛教發展，如來藏學派等宗派，再次強調他性空，堅持自性空的中觀派，認為這是一種存在某種法我的見解，這個分歧在大乘佛教內部形成長久的爭議。

## 非身
非我的另一个译法是非身，如"无常、苦、空、非身"  。